# 阿德里安·拜利

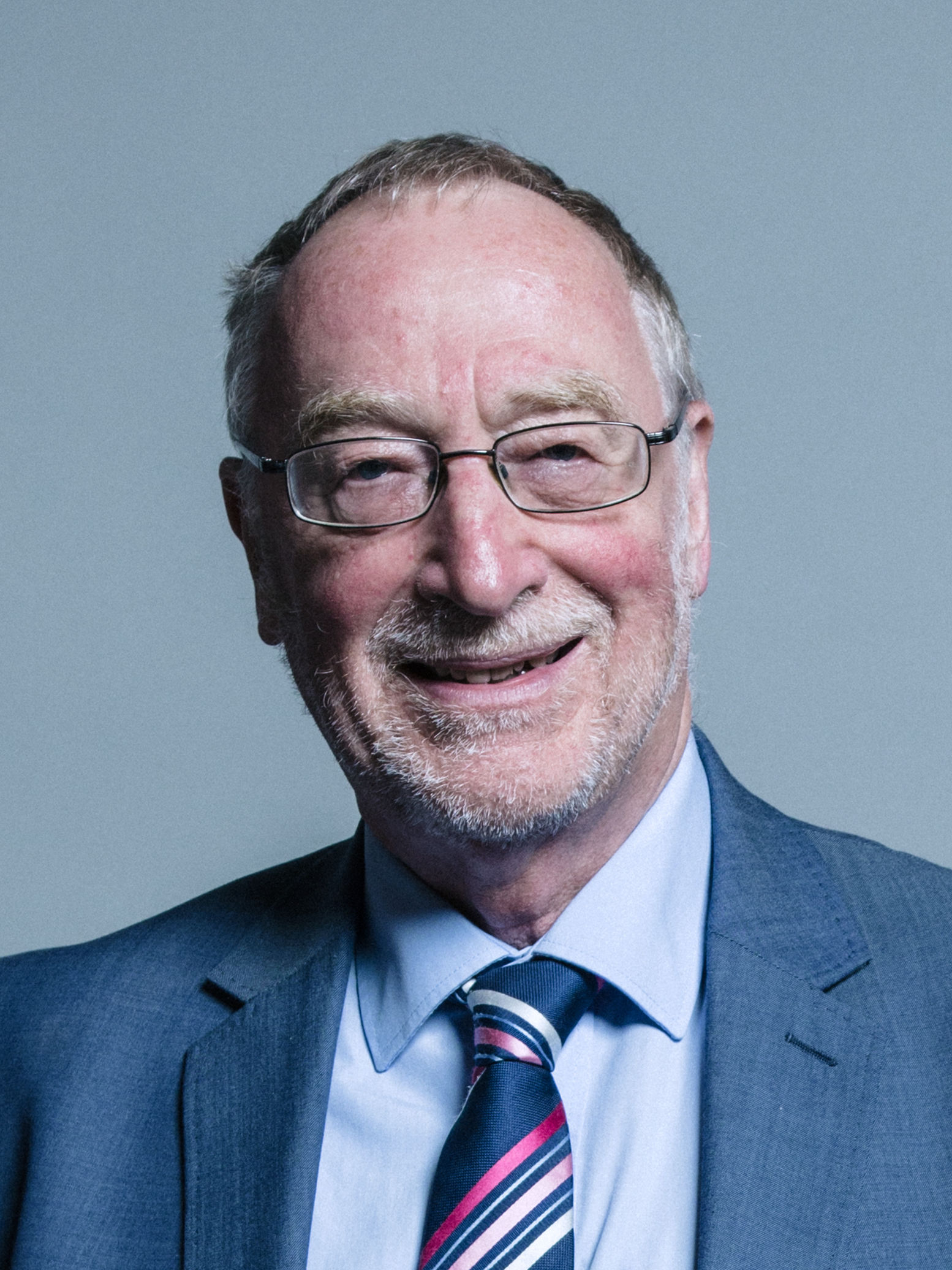

阿德里安·拜利（Adrian Bailey，1945年12月11日—）是一位英格蘭政治人物，他的黨籍是工黨。自2000年開始，他擔任西西布朗選區選出的英國下議院議員。他畢業於艾希特大學，主修經濟史。